# Cratere Love
Love è un cratere lunare di 90,08 km situato nella parte sud-occidentale della faccia nascosta della Luna.